# Salcedo (Östra Samar)
Salcedo (Bayan ng Salcedo) är en kommun i Filippinerna. Kommunen ligger på ön Samar, och tillhör provinsen Östra Samar. Folkmängden uppgår till 16 971 invånare.

## Barangayer
Salcedo är indelat i 41 barangayer.
| - Abejao - Alog - Asgad - Bagtong - Balud - Barangay 1 (Pob.) - Barangay 13 (Pob.) - Barangay 2 (Pob.) - Barangay 3 (Pob.) - Barangay 4 (Pob.) - Barangay 5 (Pob.) - Barangay 6 (Pob.) - Barangay 7 (Pob.) - Barangay 8 (Pob.) | - Barangay 9 (Pob.) - Barangay 10 (Pob.) - Barangay 11 (Pob.) - Barangay 12 (Pob.) - Buabua - Burak - Butig - Cagaut - Camanga - Cantomoja - Carapdapan - Caridad - Casili-on - Iberan | - Jagnaya - Lusod - Malbog - Maliwaliw - Matarinao - Naparaan - Seguinon - San Roque (Bugay) - Santa Cruz - Tacla-on - Tagbacan - Palanas - Talangdawan |